# Wsjo snatschala
Wsjo snatschala (russisch Всё сначала, wiss. Transliteration Vsë snačala, deutsch Alles auf Anfang) ist das dritte Album der sowjetisch-russischen Rockgruppe Woskressenije. Das Album erschien 2001 und enthält zum größten Teil Neuaufnahmen von Titeln der ersten beiden Alben. Alle Titel wurden von Alexei Romanow geschrieben.

## Entstehung

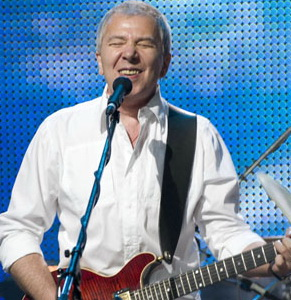
Alexei Romanow, 2009

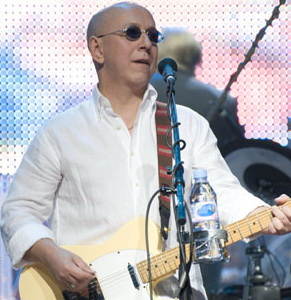
Andrei Sapunow, 2009

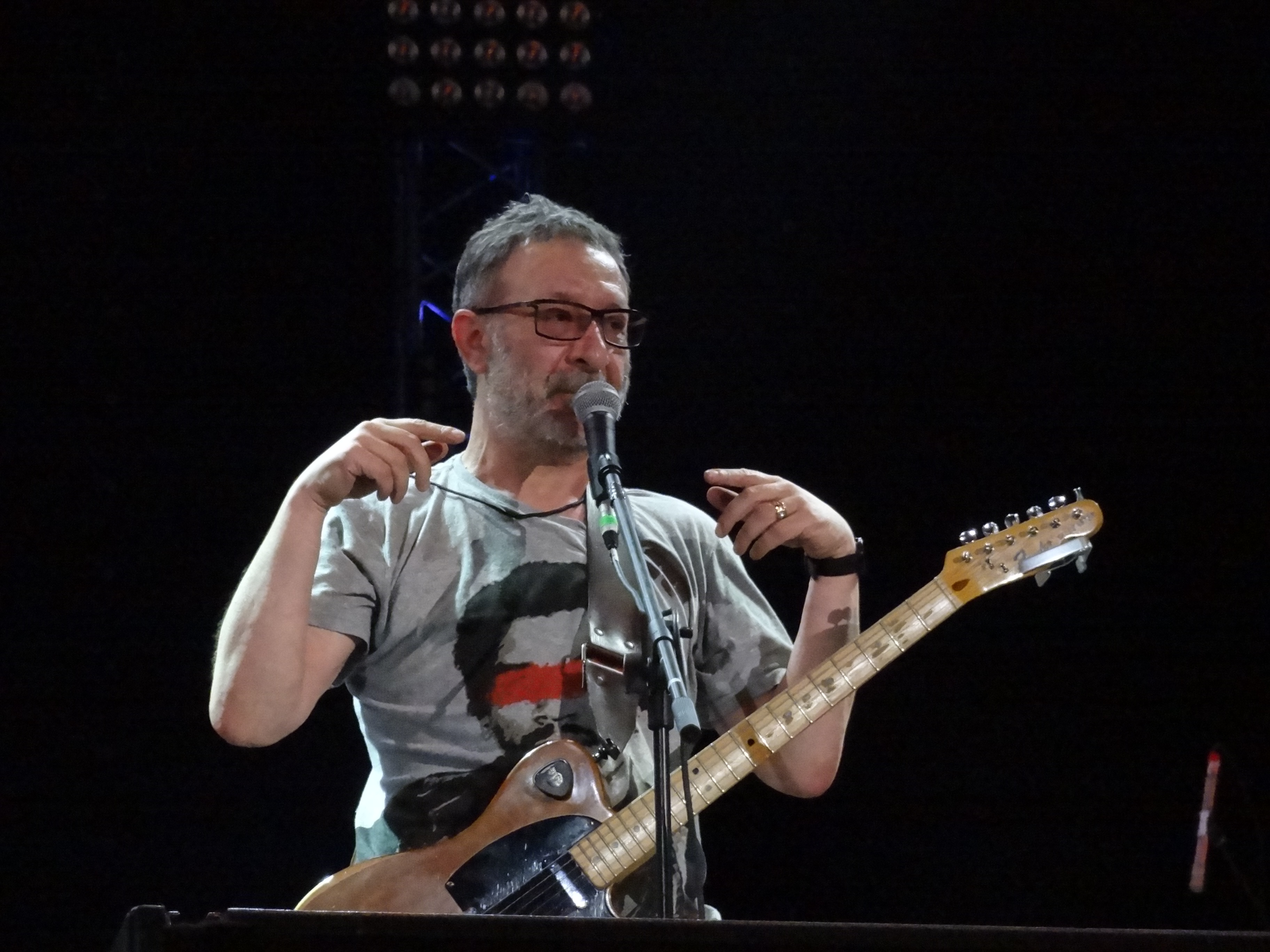
Jewgeni Margulis, 2014

Die Gruppe „Woskressenije“ hatte noch zu Zeiten der Sowjetunion zwei Alben produziert, die lediglich im Magnitisdat vertrieben werden konnten. Erst nach dem Zerfall der Sowjetunion konnten die Aufnahmen aus den Jahren 1979 bis 1981 auf LP und CD erscheinen. 2000 entschied sich die Gruppe, vier ihrer bekanntesten Titel für die Rotation im Radio neu zu produzieren. Schließlich entschloss man sich, ein vollständiges Album aufzunehmen.
Die Gruppe „Woskressenije“ hatte sich 1982 mit der Verhaftung Romanows aufgelöst und war 1994 zur Präsentation der Neuauflage des Albums „Woskressenije 2“ zusammengekommen. Drei der Musiker.
Anfangs gingen die Musiker nur zögerlich an die Aufgabe heran, sich zum wiederholten Mal mit dem bekannten Mal zu beschäftigen, zeigten sich jedoch mit dem Ergebnis zufrieden. Sapunow fand den Vergleich zwischen den alten und den neuen Aufnahmen interessant, konnte sich aber nicht entscheiden, welche besser waren. Seiner Meinung nach gelang es, bei den Aufnahmen bis zu einem gewissen Grade die Atmosphäre eines Konzertes einzufangen.
Der Titelsong des Albums, „Wsjo snatschala“, wurde 1994 aufgenommen. Tonregisseur waren Alexandr Kusmitschow und Dmitri Bucharow, die Abmischung wurde von Kusmitschow und der Gruppe vorgenommen.
Alle anderen Aufnahmen einstanden in den Jahren 2000/2001. Im Studio des Theaters an der Tanganka wurden die Titel 1, 2, 3, 6, 7, 8, 9, 10 und 11 aufgenommen, Aufnahme, Mischung und Mastering wurden von Andrei Starkow und der Gruppe besorgt. Die Titel 4. 5, 12 und 14 entstanden im Studio von Andrei Botschko. Sergei Bolschakow und die Gruppe zeichneten für Aufnahme und Abmischung verantwortlich.
Insgesamt enthält das Album 14 Studioproduktionen. Die restlichen beiden Titel - „Radijus“ und „W schisni, kak w tjomnoi tschaschtsche“ sind Liveaufnahmen. Sie entstanden während des Konzertes „My was ljubwim“ (deutsch: „Wir lieben Euch“) und wurden als Bonustracks den Ausgaben 2001 und 2009 hinzugefügt. 2009 wurden kamen weitere Bonustracks hinzu: „Nautschi menja schit“ und „Skolko bylo swesd, upawschich s nebosklona“.